# 현대극장 (1976년)
현대극장(現代劇場)은 1976년 10월에 발족한 극단이다.

## 개요
'한국 연극의 전문화·직업화·과학화를 성취하고 한국을 표현할 수 있는 연극, 세계 무대에서 어깨를 겨눌 수 있는 한국연극의 창조에 매진'한다는 선언문을 내걸고 발족되었다. '현대극장'은 극작가 김의경(金義卿)이 대표이다. 소위 전문연극시대의 막을 연다고 자랑하고 나선 '현대극장'은 창립 레퍼토리를 이오네스코의 <막베트>로 잡고 화려한 테이프를 끊었다. 그들은 이어서 청소년극장과 어린이극장을 계획하여 <햄릿> <잔다르크> <보물섬> 등을 공연하는 한편 상업극을 표방, 에디트 피아프의 생애를 악극화(樂劇化)한 <빠담 빠담 빠담>을 무대에 올려 흥행면에서 성공을 거두었다. 매우 정력적인 활동을 벌이는 '현대극장'은 특히 청소년의 정서순화와 연극을 통한 어린의 정서교육을 표방, 기업으로부터 협조를 얻어 내기도 하였다. 발족된 지 채 3년도 안 됐을 때 '현대극장'은 이미 비교적 젊은 신인들로 구성된 단원들을 최대한 활용하여 다양한 공연활동을 벌였다. 레퍼토리도 셰익스피어의 비극에서부터 오닐, 그리고 이오네스코의 부조리극에 이르기까지 폭넓게 선정한 것이 특징이다.